# Dipinti di Giovan Francesco Caroto
Questa voce elenca i principali dipinti di Giovan Francesco Caroto.
| Opera | Titolo                                                                        | Data       | Altezza | Larghezza | Tecnica                                    | Ubicazione                         |
| ----- | ----------------------------------------------------------------------------- | ---------- | ------- | --------- | ------------------------------------------ | ---------------------------------- |
|       | Adorazione dei Magi                                                           | 1527       | 63.2    | 32.3      | colore a olio su tavola                    | Accademia Carrara                  |
|       | Adorazione del Bambino                                                        |            | 171     | 125       | tempera su tela                            | Museo di Castelvecchio             |
|       | Affreschi di san Domenico                                                     |            |         |           |                                            | chiesa di San Domenico             |
|       | Arcangelo Gabriele e santi                                                    |            |         |           |                                            | chiesa di Santa Maria della Carità |
|       | Compianto su Cristo morto                                                     | 1515       | 90      | 146       | colore a olio su tavola                    |                                    |
|       | Compianto sul Cristo morto                                                    |            | 25.7    | 37.6      |                                            | Christ Church                      |
|       | Congedo di Cristo alla madre                                                  |            |         |           | colore a olio su tela                      | chiesa di San Bernardino           |
|       | Cristo dei dolori e i santi Bernardino, Francesco, Antonio di Padova e Chiara |            | 207     | 205       | tempera su tela                            | Museo di Castelvecchio             |
|       | Crocifissione                                                                 |            | 335     | 170       | tempera su tela                            | Museo di Castelvecchio             |
|       | Crocifissione con la Vergine Maria e san Giovanni                             |            | 44      | 33        | colore a olio su tavola                    | Ashmolean Museum                   |
|       | Deposizione                                                                   |            |         |           |                                            | Musei statali di Berlino           |
|       | Deposizione di Cristo nel sepolcro                                            |            | 47      | 37.5      |                                            | Pinacoteca del Castello Sforzesco  |
|       | Fanciullo con disegno                                                         | 1523       | 37      | 29        | colore a olio su tavola                    | Museo di Castelvecchio             |
|       | Flagellazione di Cristo                                                       |            | 20      | 14.9      | tempera su pergamena                       | Museo Poldi Pezzoli                |
|       | Funerale della Vergine                                                        |            | 65      | 70        |                                            | Princeton University Art Museum    |
|       | Giovane monaco benedettino                                                    | XVI secolo | 43      | 33        | colore a olio su tela                      | Museo di Castelvecchio             |
|       | Giudizio di Salomone                                                          |            |         |           |                                            | Accademia Carrara                  |
|       | I tre arcangeli                                                               |            | 238     | 183       | colore a olio su tavola                    | Museo di Castelvecchio             |
|       | L'arcangelo Michele caccia Lucifero                                           |            | 96      | 125       | colore a olio su tela                      | Museo di Castelvecchio             |
|       | Lavanda dei piedi                                                             |            | 300     | 215       | tempera su tela                            | Museo di Castelvecchio             |
|       | Madonna Cucitrice                                                             |            | 59      | 47        | colore a olio su tela                      | Gallerie dell'Accademia            |
|       | Madonna col Bambino                                                           | XVI secolo | 60.3    | 46.6      | colore a olio su tavola di pioppo          | Städelsches Kunstinstitut          |
|       | Madonna col Bambino                                                           |            | 62      | 48        | colore a olio su tavola                    | Museo di Castelvecchio             |
|       | Madonna col Bambino                                                           |            |         |           |                                            | Gertrude Herbert Institute of Art  |
|       | Madonna col Bambino                                                           |            |         |           |                                            | Pinacoteca Tosio Martinengo        |
|       | Madonna col Bambino                                                           |            |         |           |                                            | Gemäldegalerie Alte Meister        |
|       | Madonna col Bambino e i santi Giuseppe e Maria Maddalena                      |            | 200     | 205       | tempera su tela                            | Museo di Castelvecchio             |
|       | Madonna col Bambino e san Giovannino                                          |            | 40.7    | 48.4      |                                            | Princeton University Art Museum    |
|       | Madonna col Bambino e san Giovannino                                          |            | 58      | 68        | colore a olio su tela                      | Museo di Castelvecchio             |
|       | Madonna col Bambino in gloria e Santi                                         | 1528       | 325     | 220       | colore a olio su tela                      | chiesa di San Fermo                |
|       | Madonna col Bambino, i santi Giovanni battista e Cristoforo                   |            | 53.8    | 67.8      | colore a olio su tela                      | Pinacoteca Malaspina               |
|       | Madonna con il bambino e i santi Lorenzo e Girolamo                           |            | 170     | 118       | colore a olio su tela                      | Museo di Castelvecchio             |
|       | Madonna cucitrice                                                             | 1501       | 48      | 39        | colore a olio su tavola                    | Galleria Estense                   |
|       | Madonna della farfalla                                                        |            | 59      | 47.5      | colore a olio su tavola                    |                                    |
|       | Madonna e Bambino con San Francesco e Santa Caterina                          | 1523       | 70      | 76        | colore a olio su tela                      | Ermitage                           |
|       | Madonna in trono e Santi                                                      | 1540       | 246     | 136       | tempera su tela                            | cattedrale di San Vigilio          |
|       | Madonna in trono e santi                                                      |            |         |           |                                            | chiesa di Santa Caterina           |
|       | Morte della Vergine                                                           |            | 65      | 70        |                                            | Princeton University Art Museum    |
|       | Nascita della Vergine                                                         | 1527       | 31.8    | 63.3      | colore a olio su tavola                    | Accademia Carrara                  |
|       | Natività                                                                      | 1505       | 28.3    | 58.5      | colore a olio su tavola                    | Museo di Belle Arti di Budapest    |
|       | Natività di Maria                                                             | 1530       | 72.5    | 61        | colore a olio su tela                      | Museo nazionale Brukenthal         |
|       | Pietà della lacrima                                                           | XVI secolo | 129     | 98        | colore a olio su tavola                    | Museo di Castelvecchio             |
|       | Polittico di San Giorgio in Braida                                            |            |         |           |                                            | chiesa di San Giorgio in Braida    |
|       | Resurrezione di Lazzaro                                                       | 1531       | 142     | 104       | colore a olio su tela                      | Palazzo del Vescovado              |
|       | Riposo durante la fuga in Egitto                                              | XVI secolo | 42      | 34        | colore a olio su tavola di pioppo          | sala 710 - dipinti italiani        |
|       | Ritratto di Bernardo di Saila                                                 | XVI secolo | 69      | 53.5      | colore a olio su pannello in legno di noce | sala 710 - dipinti italiani        |
|       | Ritratto di Donna                                                             | XVI secolo | 69 89   | 53 74.5   | colore a olio su pannello in legno di noce | sala 710 - dipinti italiani        |
|       | Ritratto di Maria Maddalena                                                   | 1550       | 61      | 47        | colore a olio su tavola                    | collezione privata                 |
|       | Ritratto di gentiluomo con sparviere                                          | 1510       | 61.2    | 47        | colore a olio su tavola di pioppo          | Hampton Court                      |
|       | Sacra famiglia, santa Elisabetta e san Giovannino                             | 1531       | 122.3   | 91        | colore a olio su tela                      | Museo di Castelvecchio             |
|       | San Giovanni Evangelista a Patmos                                             | 1528       | 92      | 77.4      | tempera su tavola                          | Národní galerie                    |
|       | San Martino e il povero                                                       |            |         |           |                                            | chiesa di Sant'Anastasia           |
|       | San Michele arcangelo                                                         |            | 86      | 127.5     | colore a olio su tela                      | Museo di Belle Arti di Budapest    |
|       | San Paolo e santi Battista e Sebastiano                                       |            |         |           |                                            | Palazzo Ducale                     |
|       | San Sebastiano                                                                |            | 195     | 109       | colore a olio su tela                      | chiesa di Santo Stefano            |
|       | Sant'Orsola e le undicimila vergini                                           |            | 390     |           |                                            | chiesa di San Giorgio in Braida    |
|       | Santa Caterina alla ruota                                                     |            |         |           |                                            | Bowes Museum                       |
|       | Santa Caterina d'Alessandria                                                  |            | 180     | 88        | tempera su tela                            | Museo di Castelvecchio             |
|       | Sibilla                                                                       |            |         |           |                                            | Palazzo Ducale                     |
|       | Sofonisba beve il veleno                                                      | XVI secolo | 94      | 66        | colore a olio su tavola                    | Museo di Castelvecchio             |
|       | Sportelle d'altare                                                            |            |         |           |                                            | Palazzo degli Uffizi               |
|       | Storie del Vecchio Testamento                                                 |            |         |           |                                            | chiesa di Santa Maria in Organo    |
|       | Strage degli Innocenti                                                        | 1527       | 32.3    | 62.8      | colore a olio su tavola                    | Accademia Carrara                  |
|       | Tentazione di Cristo                                                          |            | 98.5    | 135       | colore a olio su tela                      | Museo di Castelvecchio             |